# لوك فيلدمان
لوك فيلدمان (1 أغسطس 1984 في أستراليا - ) (بالإنجليزية: Luke Feldman)‏ هو لاعب كريكت أسترالي ونيوزلندي. لعب مع Brisbane Heat ‏ وفريق كوينسلاند للكريكت ‏ وSydney Sixers ‏ وSydney Thunder ‏.

## وصلات خارجية
- لوك فيلدمان على موقع إي آس بي آن كريك إنفو (الإنجليزية)